# Topolnica (rejon starosamborski)
Topolnica (ukr. Топільниця) – wieś w rejonie samborskim (do 2020 roku w rejonie starosamborskim) obwodu lwowskiego Ukrainy.
Miejscowość liczy około 1500 mieszkańców (2019). Leży nad rzeką Topolniczanka. Jest siedzibą silskiej rady. Pierwsza wzmianka o wsi pochodzi z 1558.
Dawniej dwie wsie: „Topolnica Rustykalna” i „Topolnica Szlachecka”.
W 1921 liczyła odpowiednio około 960 (Topolnica Rustykalna) i 370 (Topolnica Szlachecka) mieszkańców. Przed II wojną światową należała do powiatu starosamborskiego.
W październiku 1944 nacjonaliści ukraińscy z OUN-UPA zamordowali w obu wsiach łącznie 45 Polaków, grabiąc i paląc ich gospodarstwa.

## Ważniejsze obiekty
- Cerkiew greckokatolicka
- Cerkiew greckokatolicka
- Klasztor – obecnie nie istnieje